# CD205
CD205（分化群205，也称为淋巴细胞抗原75，LY75，DEC-205）是一个位于2号染色体的人类基因，表达一种醣蛋白，属于甘露糖受体家族。